# 横浜市交通局200型電車
横浜市交通局200型電車（よこはましこうつうきょく200がたでんしゃ）は、かつて横浜市交通局が所有していた路面電車である横浜市電の電車
。

## 概要
1924年に関東大震災の被災車両の部品と電動客車131〜150と同型の車体を組み合わせて登場した震災復旧車である。初めて形式の概念が与えられた車両でもある。200〜223と224〜228に大別でき両者は本来別形式でもいいぐらい仕様が異なる。200〜215が藤永田造船所、216〜223が市交通局の工場製。224〜228は全車が局工場製で前者とは機器類や車体長などが異なる。

## 運用
本形式は窓枠を撤去した電動客車の廃車体と入れ替え花電車や装飾電車にも起用されている。年によって種車とデザインが異なっていた。1932年に210、211が廃車になったのを皮切りに廃車が始まった。1939年以降は700型へ、1946年以降は800型にも改造された。さらに第二次世界大戦前後には廃車が進み最末期には一部が図書室や魚の輸送車、職用車、花電車となり1947年形式消滅。
消滅時期が早かったこともあり、改造車である700型、800型も含め現存しない。